# Culex salisburiensis
Culex salisburiensis är en tvåvingeart som beskrevs av Theobald 1901. Culex salisburiensis ingår i släktet Culex och familjen stickmyggor. Inga underarter finns listade i Catalogue of Life.